# Borger-Odoorn
Borger-Odoorn (phát âmⓘ) là một đô thị ở đông bắc Hà Lan, ở tỉnh Drenthe. Đô thi này có diện tích đất 275,18 km2, dân số đầu năm 2007 là 26.313 người.

## Các trung tâm dân cư
1e Exloërmond, 2e Exloërmond, 2e Valthermond, Borger, Bronneger, Bronnegerveen, Buinen, Buinerveen, Drouwen, Drouwenermond, Drouwenerveen, Ees, Eesergroen, Eeserveen, Ellertshaar, Exloërveen, Exloo, Klijndijk, Nieuw-Buinen, Odoorn, Odoornerveen, Valthe, Valthermond, Westdorp, Zandberg.